# Medigene
Die Medigene AG ist ein an der Frankfurter Wertpapierbörse notiertes Biotechnologie-Unternehmen mit Hauptsitz in Martinsried bei München. Das Unternehmen entwickelt Immuntherapien zur Steigerung der T-Zell-Aktivität gegen solide Krebserkrankungen. Erste Produktkandidaten befinden sich in der klinischen Entwicklung.
Die Aktien der Medigene sind im Prime Standard der Deutschen Börse notiert. Im April 2025 gab Medigene bekannt, dass das Unternehmen kurzfristig einen Antrag auf Eröffnung eines Insolvenzverfahrens beim zuständigen Amtsgericht stellen wird und dies auch getan hat.

## Geschichte
Das Unternehmen ist 1994 aus der Ausgründung des Münchener Genzentrums hervorgegangen. Einer der Gründer der Firma war der Biochemieprofessor Horst Domdey. Im Jahr 2000 ging das Unternehmen an die Frankfurter Börse.
Seit dem Börsengang hat die Medigene AG übernommen:
- 2001: das US-Biotech-Unternehmen NeuroVir (San Diego/USA)
- 2004: die Produkte und Technologien der Munich Biotech AG (Deutschland)
- 2006: die Avidex Limited (Oxford/Großbritannien)
- 2014: die Trianta Immunotherapies GmbH (heute Medigene Immunotherapies GmbH)[3]